# 郭奕 (西晋)
郭奕（—287年），字大業，曹魏西晉時期太原陽曲人，是郭淮的弟弟郭鎮之子。劉舆与劉琨的舅舅。
郭奕年少時受到山濤稱讚。郭奕擔任野王令時，過於熱情迎接羊祜，甚至為了護送羊祜擅自離開野王而遭到免官。咸熙末年，郭奕擔任相國司馬昭主薄。此時發生鍾會之亂，相國掾荀勖是鍾會從甥，郭奕請求解除荀勖職務。司馬昭沒有同意。晉武帝稱帝後，任命郭奕為中庶子。後升遷為右衛率、驍騎將軍，封平陵男。咸寧年間，升遷為雍州刺史、鷹揚將軍。
太康年間，郭奕擔任尚書。太康八年（287年）去世，諡號為簡。是為平陵簡男。

## 延伸阅读
[在维基数据编辑]
 《晉書/卷045》，出自房玄齡《晉書》